# Elmer Gedeon
Elmer John Gedeon (15 d'abril de 1917 - 20 abril de 1944) és un dels dos únics jugadors de les Major League Baseball que va morir en combat a la Segona Guerra Mundial. La carrera de Gedeon al beisbol es va interrompre quan va ser convocat per l'exèrcit dels Estats Units a començaments de 1941. Es va entrenar com a pilot de bombarder, i va ser condecorat pel seu valor després que el seu avió s'estavellés el 1942. L'abril de 1944 l'aeronau de Gedeon va ser destruïda i Gedeon va morir mentre pilotava un bombarder B-26 en una missió sobre França. Sent estudiant de la Universitat de Michigan, a més del beisbol, Gedeon també va destacar com a jugador estrella a altres esports, com el futbol americà i l'atletisme.